# Шумундинське сільське поселення
Шуму́ндинське сільське поселення (рос. Шумундинское сельское поселение) — сільське поселення у складі Киринського району Забайкальського краю Росії.
Адміністративний центр — село Шумунда.

## Населення
Населення сільського поселення становить 167 осіб (2019; 202 у 2010, 292 у 2002).

## Склад
До складу сільського поселення входять:
| Населений пункт | Населення, осіб (2002) | Населення, осіб (2010) |
| --------------- | ---------------------- | ---------------------- |
| Букукун, село   | 99                     | 36                     |
| Шумунда, село   | 193                    | 166                    |